# Frührenaissance

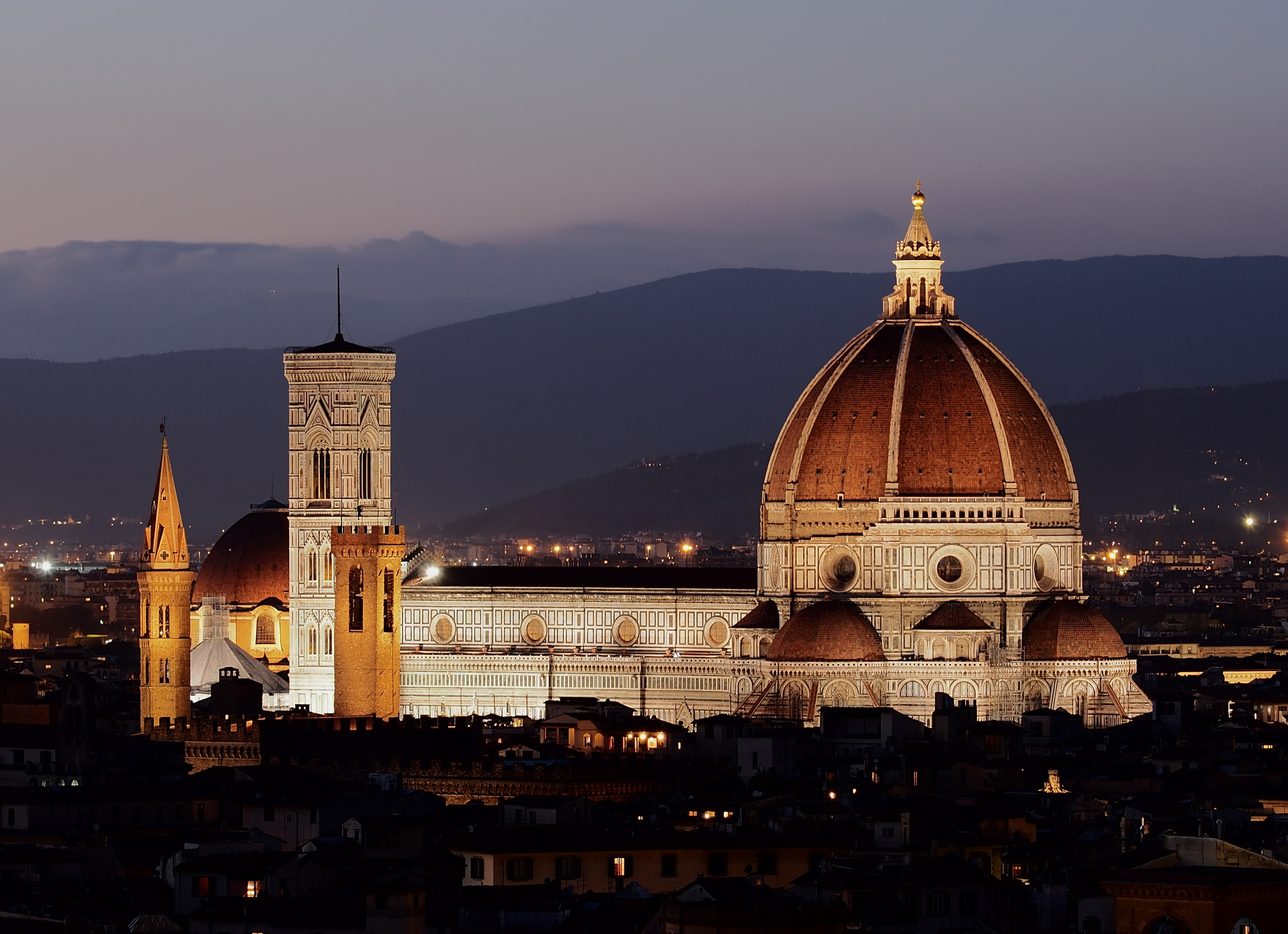
Santa Maria del Fiore in Florenz mit der Kuppel und dem Campanile nach den Entwürfen von Brunelleschi und Giotto

Die Frührenaissance war die erste Phase der Renaissance und wird etwa von 1420 bis 1500 datiert. Sie begann zuerst in Italien im frühen 15. Jahrhundert und zeigte verwandte Phänomene auch im übrigen Europa, z. B. in der altniederländischen Malerei. In Italien spricht man vom Quattrocento. An die Frührenaissance schließt sich die Hochrenaissance an.
Die Frührenaissance folgte auf die Gotik und speist sich aus verschiedenen Quellen. Die Anfänge des Renaissance-Denkens und -Empfindens stehen in enger Verbindung mit dem Renaissance-Humanismus und lassen sich bis zu Petrarca und Boccaccio zurückverfolgen.

## Merkmale
Ein wesentliches Kriterium war die Orientierung der Kunst an dem Vorbild der Natur. Wesentliches Mittel dazu war in der Malerei die Zentralperspektive, zu der zum ersten Mal mathematische Gesetze formuliert wurden, und die Wiederbelebung der antiken Kunst. Die christliche Symbolik der Gotik bestimmte noch weitgehend den Zweck und den Charakter der Werke, aber seit der Erfindung der Zentralperspektive durch Filippo Brunelleschi und Leon Battista Alberti gewann jetzt für viele Bilder auch die Wirklichkeitsnähe entscheidende Bedeutung.

## Künstler der Frührenaissance (Auswahl)
Zu den wichtigsten Künstlern der Epoche zählen:
- Filippo Brunelleschi (1377–1446)
- Donatello (1386–1466)
- Paolo Uccello (1397–1475)
- Fra Angelico (1395/99–1455)
- Masaccio (1401–1428)
- Leon Battista Alberti (1404–1472)
- Piero della Francesca (1410/20–1492)
- Antonello da Messina (1429/30–1479)
- Antonio Pollaiuolo (1431–1498)
- Andrea Mantegna (1431–1506)
- Andrea del Verrocchio (1435–1488)
- Giovanni Bellini (1437–1516)
- Sandro Botticelli (1445–1510)
- Francesco Francia (1447–1517)
- Perugino (um 1448–1523)
- Domenico Ghirlandaio (1448–1494)
- Bastiano Mainardi (1460–1513)
- Cima da Conegliano (1460–1517/18)